# Лейнес
Лейнес (норв. Leines) — маленькая деревня в коммуне Стейген, фюльке Нурланн, Норвегия. Являлась административным центром существовавшей ранее коммуны Лейрангер.